# Seixanta-vuit
El seixanta-vuit és un nombre natural que segueix el seixanta-set i precedeix el seixanta-nou. S'escriu 68 o LXVIII segons el sistema de numeració emprat.
Ocurrències del seixanta-vuit:
- Designa l'any 68 i el 68 aC